# Aureliano de Beruete
Aureliano de Beruete (n. Madrid, 1845 - ibidem 1912) fou un advocat espanyol, que va prendre partit en la vida política del seu país, arribant a ser diputat a les legislatures de 1871 i 1872, tot i que aviat va abandonar aquests interessos per dedicar-se de ple a la pintura. Com a artista es va formar a l'Acadèmia de Belles Arts de San Fernando, on va tenir com a professor a Carlos de Haes. Va tractar i conèixer a Darío de Regoyos.
Entre els seus amics es troben els pintors Ramon Casas i Joaquim Sorolla, amb qui va mantenir una estreta amistat. Sorolla, a la mort del paisatgista, organitzaria a casa la primera exposició antològica d'aquest mateix.
El seu fill, també anomenat Aureliano de Beruete i Moret, va ser crític d'Art a Espanya i el primer director del Museu del Prado que no era pintor, sinó un prestigiós historiador de l'art. Va heretar del seu pare la passió per l'Art i pel col·leccionisme, el que li va fer posseir, entre altres tresors, el dibuix preparatori de la Sibil de Miquel Àngel que avui es conserva al Metropolitan museum de Nova York. La formació de Beruete es va completar pel seu propi caràcter cosmopolita. Va viatjar a París, on va conèixer Martín Rico i va estudiar a l'Escola de Barbizon on va començar a pintar directament del natural. Fou un gran col·leccionista d'art i es va especialitzar en l'obra de Velázquez, sobre qui publicà una monografia el 1898.

## El seu estil

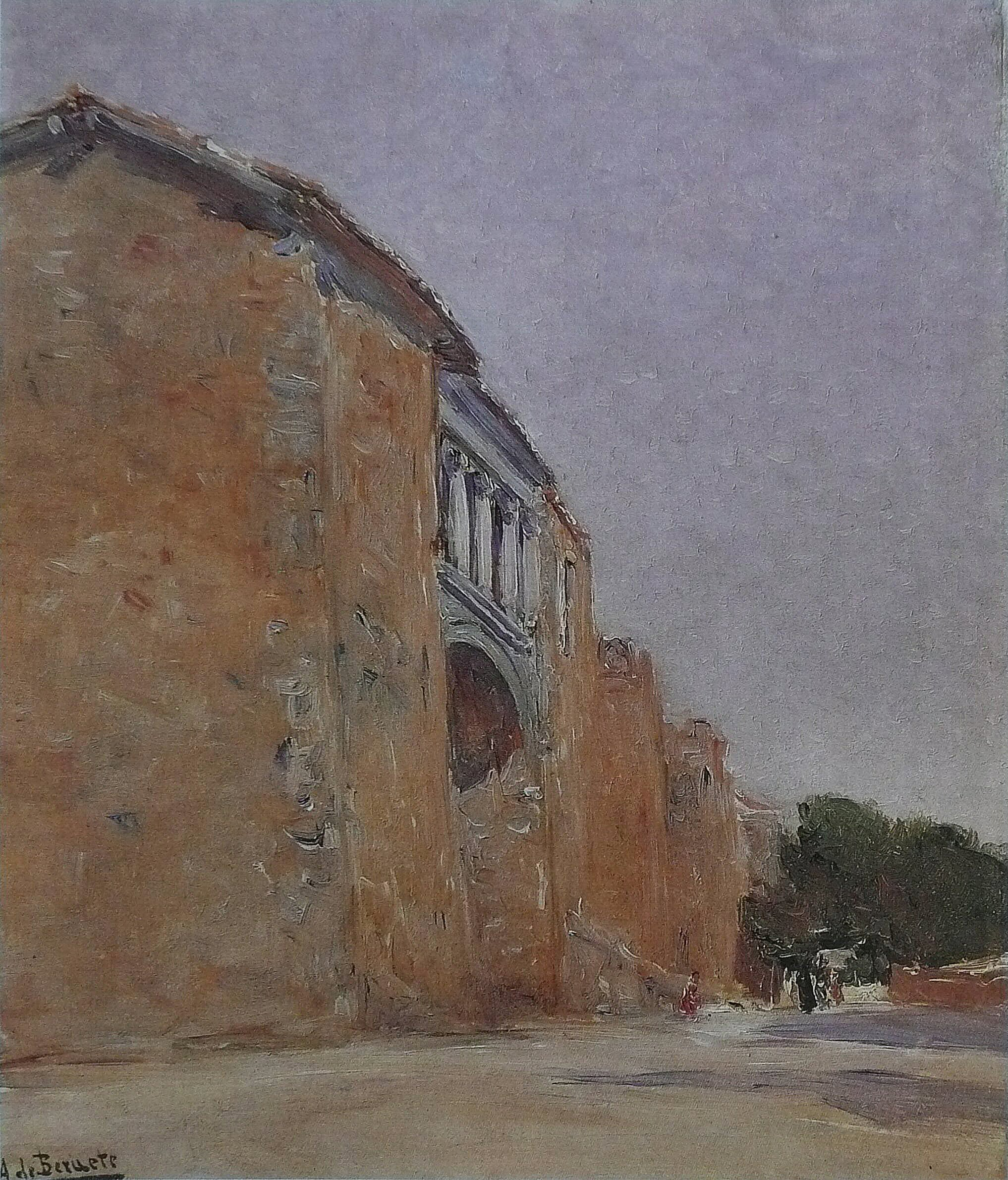
Una porta a les muralles d'Àvila(col·lecció particular, Madrid).

És un artista de pinzellada solta i fluida, finalment impressionista, de composicions obertes i molt lluminoses, que tenen com a protagonistes més freqüents la ciutat de Madrid, la de Toledo, o la Serra del Guadarrama. No va ser molt comprès al seu temps,
La seva visió positivista del paisatge, relacionada en última instància amb la poètica de la Crisi del 98 i amb el Regeneracionisme, entronca nítidament amb la filosofia de la Institución Libre de Enseñanza de Madrid.
Algunes de les obres representatives de Beruete són:
- Tren a la nit (1891)
- Ribes del Manzanares (1895)
- Vista de la vega baixa des del Cambrón: el riu i les seves riberes amb la fàbrica d'armes al fons (1895)
- Embarcador a Vichy (1909)
- Safareigs del Manzanares (1904)
- Vista de Toledo (1907), actualment al Museu Nacional d'Art de Catalunya[2]